# Pacific-12 Conference
La Pacific-12 Conference (Pac-12) est un groupement d'universités de l'ouest des États-Unis gérant les compétitions sportives dans onze sports masculins et féminins.
Le nombre 12, fait référence à l'apogée de la conférence (2011 à 2024), ou elle comptait alors 12 membres à part entière.
Depuis le 2 août 2024, la conférence ne compte plus que deux membres.

## Histoire
La conférence est fondée le 15 décembre 1915 sous le nom de « Pacific Coast Conference ». Elle compte dix membres entre 1928 et 1958. À la suite d'un scandale financier, la Pacific Coast Conference est dissoute et est remplacée par l'« Athletic Association of Western Universities » dès la saison 1959. En 1968, le nom de « Pacific-8 Conference » est adopté. En 1978, les Wildcats de l'Arizona et les Sun Devils d'Arizona State rejoignent la conférence, adoptant alors le nom de « Pacific-10 Conference ». En 2010, la Pac-10 invite deux nouvelles universités à rejoindre la conférence, les Utes de l'Utah et les Buffaloes du Colorado à partir de 2011. La Pac-10 devient alors la Pac-12.

### Exode des membres
À partir de 2020, un réalignement majeur des conférences initié au niveau du football américain universitaire affecte la Pac-12 elle-même. Le 30 juin 2022, UCLA et USC manifestent leur intention de quitter la Pac-12 pour la Big Ten dès la saison 2024. 
En juillet de l'année suivante, c'est Colorado qui annonce son départ vers la Big 12 dès 2024. Le 4 août 2023, l'exode continue, Oregon et Washington partnnoncent nt également pour la Big Ten. Le jour même, Arizona, Arizona State et l'Utah annoncent suivre Colorado vers la Big 12. En seulement quelques jours, la Pac-12 est réduite à quatre membres. Finalement le 1er septembre 2023, Stanford et de Californie officialisent à leur tour un départ vers l'Atlantic Coast Conference, la Pac-12 ne comptant plus dès lors que deux membres, Oregon State et Washington State.

### Reconstruction (depuis 2024)
En septembre 2024, la Pac-12 annonce l'arrivée de Boise State, Colorado State, Fresno State, San Diego State et Utah State à partir de la saison 2026 ce qui porte à 7 le nombre de programmes dans la conférence,.
Le 30 septembre, la conférence déclare que Gonzaga, rejoindra également la Pac-12 en 2026 comme membre à part entière, alors que Gonzaga n'a plus d'équipe de football américain depuis 1941.
Le 30 juin 2025, la Pac-12 a annoncé que Texas State rejoindrait la conférence en 2026. Texas State devient le 8e  membre à part entière pour le football américain, permettant à la conference de conserver son statut FBS.

## Les membres actuels

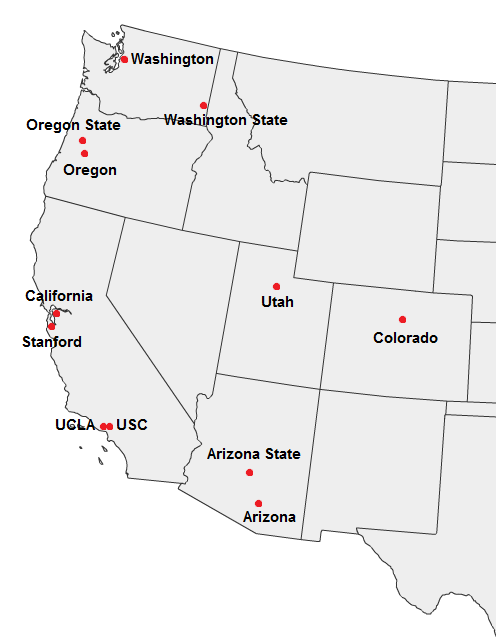
Répartition géographique de 2011-2023.

| Institution                     | État       | Fondation | Type     | Surnom                      |
| ------------------------------- | ---------- | --------- | -------- | --------------------------- |
| Université d'État de l'Oregon   | Oregon     | 1868      | Publique | Beavers d'Oregon State      |
| Université d'État de Washington | Washington | 1890      | Publique | Cougars de Washington State |

## Les futurs membres
| Institution                              | État       | Fondation | Type     | Surnom                    | Adhésion |
| ---------------------------------------- | ---------- | --------- | -------- | ------------------------- | -------- |
| Université d'État de Boise               | Idaho      | 1932      | Publique | Broncos de Boise State    | 2026     |
| Université d'État du Colorado            | Colorado   | 1870      | Publique | Rams de Colorado State    | 2026     |
| Université d'État de Californie à Fresno | Californie | 1911      | Publique | Bulldogs de Fresno State  | 2026     |
| Université Gonzaga                       | Washington | 1887      | Privée   | Bulldogs de Gonzaga       | 2026     |
| Université d'État de San Diego           | Californie | 1897      | Publique | Aztecs de San Diego State | 2026     |
| Université d'État du Texas               | Texas      | 1899      | Publique | Bobcats de Texas State    | 2026     |
| Université d'État de l'Utah              | Utah       | 1888      | Publique | Aggies d'Utah State       | 2026     |

## Anciens membres
Membres ayant intégrés la Big Ten Conference en 2024

 Membres ayant intégrés la Big 12 Conference en 2024

 Membres ayant intégrés l'Atlantic Coast Conference en 2024.
| Université                             | État       | Fondation | Type     | Surnom                     |
| -------------------------------------- | ---------- | --------- | -------- | -------------------------- |
| Université d'État de l'Arizona         | Arizona    | 1885      | Publique | Sun Devils d'Arizona State |
| Université de l'Arizona                | Arizona    | 1885      | Publique | Wildcats de l'Arizona      |
| Université de Californie à Berkeley    | Californie | 1868      | Publique | Golden Bears de Californie |
| Université de Californie à Los Angeles | Californie | 1919      | Publique | Bruins de l'UCLA           |
| Université de Californie du Sud        | Californie | 1880      | Privée   | Trojans de l'USC           |
| Université du Colorado à Boulder       | Colorado   | 1876      | Publique | Buffaloes du Colorado      |
| Université de l'Oregon                 | Oregon     | 1876      | Publique | Ducks de l'Oregon          |
| Université Stanford                    | Californie | 1891      | Privée   | Cardinal de Stanford       |
| Université de l'Utah                   | Utah       | 1850      | Publique | Utes de l'Utah             |
| Université de Washington               | Washington | 1861      | Publique | Huskies de Washington      |

## Membres associés
- Mustangs de Cal Poly (lutte)
- Roadrunners de Cal State Bakersfield (lutte)
- Trojans de Little Rock (lutte)

## Sports

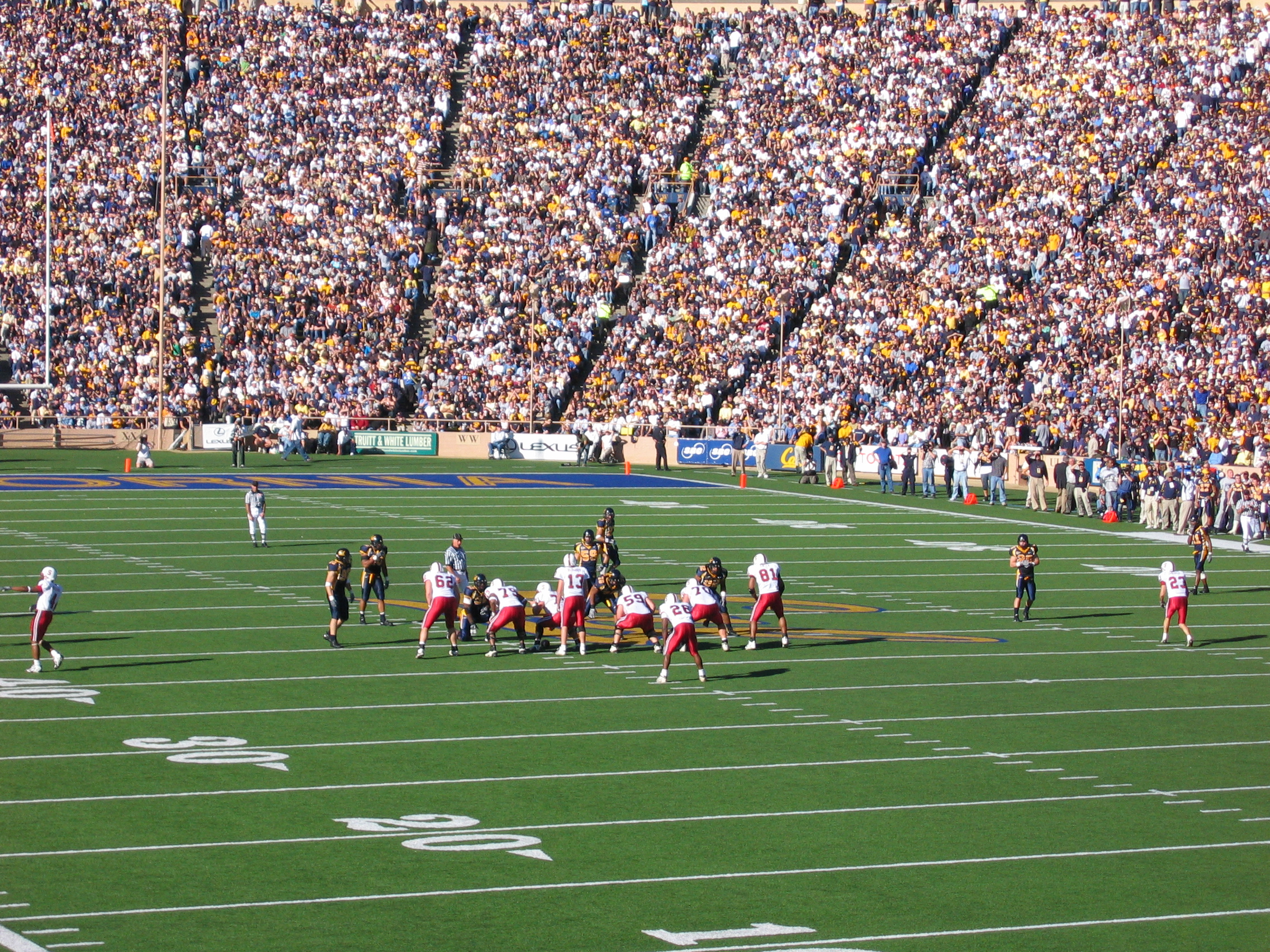
Rencontre en 2004 entre Cal et Stanford

| Sports masculins - Athlétisme - Aviron - Baseball - Basket-ball - Football (Soccer) - Football américain - Golf - Lutte - Natation - Tennis - Volley-ball |  | Sports féminins - Athlétisme - Aviron - Basket-ball - Beach-volley - Cross-country - Football (Soccer) - Golf - Gymnastique - Natation - Softball - Tennis - Volley-ball |

## Installations sportives
Futurs membres en gris.
| Université       | Stade de football américain        | Capacité                           | Salle de basketball            | Capacité | Stade de baseball                                          | Capacité                 |
| ---------------- | ---------------------------------- | ---------------------------------- | ------------------------------ | -------- | ---------------------------------------------------------- | ------------------------ |
| Boise State      | Albertsons Stadium                 | 36 3870                            | ExtraMile Arena                | 12 4800  | Pas d'équipe de baseball                                   | Pas d'équipe de baseball |
| Colorado State   | Canvas Stadium (en)                | 41 0000                            | Moby Arena (en)                | 8 0830   | Pas d'équipe de baseball                                   | Pas d'équipe de baseball |
| Fresno State     | Valley Children's Stadium          | 40 7270                            | Save Mart Center               | 15 5440  | Pete Beiden Field at Bob Bennett Stadium (en)              | 3 5750                   |
| Gonzaga          | Pas d'équipe de football américain | Pas d'équipe de football américain | McCarthey Athletic Center (en) | 6 0000   | Washington Trust Field and Patterson Baseball Complex (en) | 1 3000                   |
| Oregon State     | Reser Stadium                      | 45 6740                            | Gill Coliseum                  | 9 6040   | Goss Stadium at Coleman Field (en)                         | 3 2480                   |
| San Diego State  | Snapdragon Stadium                 | 35 0000                            | Viejas Arena                   | 12 4140  | Tony Gwynn Stadium                                         | 3 0000                   |
| Texas State      | UFCU Stadium (en)                  | 27 1490                            | Strahan Arena (en)             | 10 0000  | Bobcat Ballpark (en)                                       | 2 0000                   |
| Utah State       | Maverik Stadium                    | 25 5130                            | Dee Glen Smith Spectrum (en)   | 10 2700  | Pas d'équipe de baseball                                   | Pas d'équipe de baseball |
| Washington State | Martin Stadium                     | 32 7400                            | Beasley Coliseum (en)          | 11 6710  | Bailey-Brayton Field (en)                                  | 3 5000                   |

## Palmarès de conférence

### Football américain
| Saison | Champion     | V/D/N |
| ------ | ------------ | ----- |
| 1959   | USC          | 3-1-0 |
| 1959   | UCLA         | 3-1-0 |
| 1959   | Washington   | 3-1-0 |
| 1960   | Washington   | 4-0-0 |
| 1961   | UCLA         | 3-1-0 |
| 1962   | USC          | 4-0-0 |
| 1963   | Washington   | 4-1-0 |
| 1964   | Oregon State | 3-1-0 |
| 1964   | USC          | 3-1-0 |
| 1965   | UCLA         | 4-0-0 |
| 1966   | USC          | 4-1-0 |
| 1967   | USC          | 6-1-0 |
| 1968   | USC          | 6-0-0 |
| 1969   | USC          | 6-0-0 |
| 1970   | Stanford     | 6-1-0 |
| 1971   | Stanford     | 6-1-0 |
| 1972   | USC          | 7-0-0 |
| 1973   | USC          | 7-0-0 |
| 1974   | USC          | 6-0-1 |
| 1975   | California   | 6-1-0 |
| 1975   | UCLA         | 6-1-0 |
| 1976   | USC          | 7-0-0 |
| 1977   | Washington   | 6-1-0 |

| Saison | Champion      | V/D/N |
| ------ | ------------- | ----- |
| 1978   | USC           | 6-1-0 |
| 1979   | USC           | 6-0-1 |
| 1980   | Washington    | 6-1-0 |
| 1981   | Washington    | 6-2-0 |
| 1982   | UCLA          | 5-1-1 |
| 1983   | UCLA          | 6-1-1 |
| 1984   | USC           | 7-1-0 |
| 1985   | UCLA          | 6-2-0 |
| 1986   | Arizona State | 5-1-1 |
| 1987   | USC           | 7-1-0 |
| 1987   | UCLA          | 7-1-0 |
| 1988   | USC           | 8-0-0 |
| 1989   | USC           | 6-0-1 |
| 1990   | Washington    | 7-0-1 |
| 1991   | Washington    | 8-0-0 |
| 1992   | Stanford      | 6-2-0 |
| 1992   | Washington    | 6-2-0 |
| 1993   | Arizona       | 6-2-0 |
| 1993   | USC           | 6-2-0 |
| 1993   | UCLA          | 6-2-0 |
| 1994   | Oregon        | 7-1-0 |
| 1995   | USC           | 6-1-1 |
| 1995   | Washington    | 6-1-1 |

| Saison | Champion         | V/D/N |
| ------ | ---------------- | ----- |
| 1996   | Arizona State    | 8-0-0 |
| 1997   | UCLA             | 7-1-0 |
| 1997   | Washington State | 7-1-0 |
| 1998   | UCLA             | 8-0   |
| 1999   | Stanford         | 7-1   |
| 2000   | Oregon           | 7-1   |
| 2000   | Oregon State     | 7-1   |
| 2000   | Washington       | 7-1   |
| 2001   | Oregon           | 7-1   |
| 2002   | USC              | 7-1   |
| 2002   | Washington State | 7-1   |
| 2003   | USC              | 7-1   |
| 2004   | USC              | 8-0   |
| 2005   | USC              | 8-0   |
| 2006   | USC              | 7-2   |
| 2006   | California       | 7-2   |
| 2007   | USC              | 7-2   |
| 2007   | Arizona State    | 7-2   |
| 2008   | USC              | 8-1   |
| 2009   | Oregon           | 8-1   |
| 2010   | Oregon           | 9-0   |

| Saison | Division Nord              | Division Nord              | Division Sud                   | Division Sud               | Stade                                  | Date              | Assistance   | MVP                              | Ref.   |
| ------ | -------------------------- | -------------------------- | ------------------------------ | -------------------------- | -------------------------------------- | ----------------- | ------------ | -------------------------------- | ------ |
| 2011   | #8 Ducks de l'Oregon       | 49                         | Bruins de l'UCLA‡              | 31                         | Autzen Stadium Eugene, Oregon          | 2 décembre 2011   | 59 376       | RB LaMichael James (en), Oregon  | [ 5 ]  |
| 2012   | #8 Cardinal de Stanford    | 27                         | #17 Bruins de l'UCLA           | 24                         | Stanford Stadium Stanford, Californie  | 30 novembre 2012  | 31 622       | QB Kevin Hogan (en), Stanford    | [ 6 ]  |
| 2013   | #7 Cardinal de Stanford    | 38                         | #11 Sun Devils d'Arizona State | 14                         | Sun Devil Stadium Tempe, Arizona       | 7 décembre 2013   | 69 535       | RB Tyler Gaffney, Stanford       | [ 7 ]  |
| 2014   | #3 Ducks de l'Oregon       | 51                         | #8 Wildcats de l'Arizona       | 13                         | Levi's Stadium Santa Clara, Californie | 5 décembre 2014   | 45 618       | QB Marcus Mariota, Oregon        | [ 8 ]  |
| 2015   | #7 Cardinal de Stanford    | 41                         | #24 Trojans de l'USC           | 22                         | Levi's Stadium Santa Clara, Californie | 5 décembre 2015   | 58 476       | RB Christian McCaffrey, Stanford | [ 9 ]  |
| 2016   | #4 Huskies de Washington   | 41                         | #9 Buffaloes du Colorado       | 10                         | Levi's Stadium Santa Clara, Californie | 2 décembre 2016   | 47 118       | S Taylor Rapp (en), Washington   | [ 10 ] |
| 2017   | #14 Cardinal de Stanford   | 28                         | #11 Trojans de l'USC           | 31                         | Levi's Stadium Santa Clara, Californie | 1er décembre 2017 | 48 031       | QB Sam Darnold, USC              | [ 11 ] |
| 2018   | #11 Huskies de Washington  | 10                         | #17 Utes de l'Utah             | 3                          | Levi's Stadium Santa Clara, Californie | 30 novembre 2018  | 35 134       | CB Byron Murphy (en), Washington | [ 12 ] |
| 2019   | #13 Ducks de l'Oregon      | 37                         | #5 Utes de l'Utah              | 15                         | Levi's Stadium Santa Clara, Californie | 6 décembre 2019   | 38 679       | RB CJ Verdell (en), Oregon       | [ 13 ] |
| 2020   | Ducks de l'Oregon ^        | 31                         | #13 Trojans de l'USC           | 24                         | L.A. Coliseum, Los Angeles, Californie | 18 décembre 2020  | 0 (Covid-19) | DE Kayvon Thibodeaux, Oregon     | [ 14 ] |
| 2021   | #10 Ducks de l'Oregon      | 10                         | #14 Utes de l'Utah             | 38                         | Allegiant Stadium, Paradise, Nevada    | 3 décembre 2021   | 56 511       | LB Devin Lloyd (en), Utah        | [ 15 ] |
| Saison | N°1 de la saison régulière | N°1 de la saison régulière | N°2 de la saison régulière     | N°2 de la saison régulière | Stade                                  | Date              | Assistance   | MVP                              | Réf.   |
| 2022   | #4 Trojans de l'USC        | 24                         | #11 Utes de l'Utah             | 47                         | Allegiant Stadium, Paradise, Nevada    | 2 décembre 2022   | 61 195       | QB Cameron Rising (en), Utah     | [ 16 ] |
| 2023   | #3 Huskies de Washington   | 34                         | #5 Ducks de l'Oregon           | 31                         | Allegiant Stadium, Paradise, Nevada    | 1er décembre 2023 | 61 195       | QB Michael Penix Jr., Washington | [ 17 ] |

Note :
‡ En 2011, UCLA, 2e de la South Division, remplace USC qui était inéligible à la suite de sanctions de la NCAA.
^ En 2020, Oregon a representé la Division North, Washington ayant du renoncer à la suite de la pandémie de Covid-19.

### Basket-ball masculin
| - 1915-16 : Oregon State/California - 1916-17 : Washington State - 1918-19 : Oregon - 1919-20 : Stanford - 1920-21 : Stanford/California - 1921-22 : Idaho - 1922-23 : Idaho - 1923-24 : California - 1924-25 : California - 1925-26 : California - 1926-27 : California - 1927-28 : USC - 1928-29 : California - 1929-30 : USC - 1930-31 : Washington - 1931-32 : California - 1932-33 : Oregon State - 1933-34 : Washington - 1934-35 : USC - 1935-36 : Stanford - 1936-37 : Stanford - 1937-38 : Stanford - 1938-39 : Oregon - 1939-40 : USC - 1940-41 : Washington State - 1941-42 : Stanford - 1942-43 : Washington - 1943-44 : Washington/California - 1944-45 : Oregon/UCLA - 1945-46 : -California - 1946-47 : Oregon State - 1947-48 : Washington - 1948-49 : Oregon State - 1949-50 : UCLA - 1950-51 : Washington |  | - 1951-52 : UCLA - 1952-53 : Washington - 1953-54 : USC - 1954-55 : Oregon State - 1955-56 : UCLA - 1956-57 : California - 1957-58 : Oregon State/California - 1958-59 : California - 1959-60 : California - 1960-61 : USC - 1961-62 : UCLA - 1962-63 : Stanford/UCLA - 1963-64 : UCLA - 1964-65 : UCLA - 1965-66 : Oregon State - 1966-67 : UCLA - 1967-68 : UCLA - 1968-69 : UCLA - 1969-70 : UCLA - 1970-71 : UCLA - 1971-72 : UCLA - 1972-73 : UCLA - 1973-74 : UCLA - 1974-75 : UCLA - 1975-76 : UCLA - 1976-77 : UCLA - 1977-78 : UCLA - 1978-79 : UCLA - 1979-80 : Oregon State - 1980-81 : Oregon State - 1981-82 : Oregon State - 1982-83 : UCLA - 1983-84 : Oregon State/Washington - 1984-85 : USC/Washington - 1985-86 : Arizona |  | - 1986-87 : UCLA - 1987-88 : Arizona - 1988-89 : Arizona - 1989-90 : Arizona/Oregon State - 1990-91 : Arizona - 1991-92 : UCLA - 1992-93 : Arizona - 1993-94 : Arizona - 1994-95 : UCLA - 1995-96 : UCLA - 1996-97 : UCLA - 1997-98 : Arizona - 1998-99 : Stanford - 1999-00 : Arizona/Stanford - 2000-01 : Stanford - 2001-02 : Oregon - 2002-03 : Arizona - 2003-04 : Stanford - 2004-05 : Arizona - 2005-06 : UCLA - 2006-07 : Oregon - 2007-08 : UCLA - 2008-09 : USC - 2009-10 : Washington - 2010-11 : Washington - 2011-12 : Colorado - 2012-13 : Oregon - 2013-14 : UCLA - 2014-15 : Arizona - 2015-16 : Oregon - 2016-17 : Arizona - 2017-18 : Arizona - 2018-19 : Oregon - 2019-20 : Annulé (Covid-19) - 2020-21 : Oregon State |  | - 2021-22 : Arizona - 2022-23 : UCLA - 2023-24 : Arizona - 2024-25 : pas de saison de basket-ball en Pac-12 - 2025-26 : pas de saison de basket-ball en Pac-12 |

### Basket-ball féminin
| - 1985-86 : USC - 1986-87 : USC - 1987-88 : Washington - 1988-89 : Stanford - 1989-90 : Stanford/Washington - 1990-91 : Stanford - 1991-92 : Stanford - 1992-93 : Stanford - 1993-94 : USC - 1994-95 : Stanford - 1995-96 : Stanford |  | - 1996-97 : Stanford - 1997-98 : Stanford - 1998-99 : UCLA/Oregon - 1999-00 : Oregon - 2000-01 : Arizona State/Stanford/Washington - 2001-02 : Stanford - 2002-03 : Stanford - 2003-04 : Arizona/Stanford - 2004-05 : Stanford - 2005-06 : Stanford - 2006-07 : Stanford |  | - 2007-08 : Stanford - 2008-09 : Stanford - 2009-10 : Stanford - 2010-11 : Stanford - 2011-12 : Stanford - 2012-13 : Stanford - 2013-14 : USC - 2014-15 : Stanford - 2015-16 : Oregon State - 2016-17 : Stanford - 2017-18 : Oregon |  | - 2018-19 : Stanford - 2019-20 : Oregon - 2020-21 : Stanford - 2021-22 : Stanford - 2022-23 : Washington State |